# Tony Croatto
Hermes Davide Fastino Croatto Martinis, plus connu sous le nom de Tony Croatto (2 mars 1940 – 3 avril 2005) est un chanteur et compositeur italien connu pour ses interprétations de musique folklorique portoricaine. Il est également présentateur à la télévision.

## Biographie
Né à Attimis, une commune de la province d'Udine en Italie, il est d’origine croate. La famille Croatto déménage pour la ville de La Paz, dans le département Canelones d’Uruguay, alors qu’il n’a que 9 ans. Tandis qu’il est élevé comme charpentier, bûcheron et fermier, la musique prend déjà une part importante dans sa vie.
En 1959, à 19 ans, il crée son premier groupe pop avec son frère Edelweiss, surnommé Tim, et sa sœur Argentina, surnommée Nelly. Le groupe, nommé TNT, est né de l’insistance de Nelly. À l’âge de 15 ans, elle voulait devenir chanteuse, mais face au refus de sa mère de la voir se produire seule, elle forme un groupe avec ses frères. Le groupe connaît un certain succès, tout d’abord en Argentine puis en Espagne où ils se rendent alors que leur popularité prend de l’essor.

## Sources
- (en) Cet article est partiellement ou en totalité issu de l’article de Wikipédia en anglais intitulé « Tony Croatto » (voir la liste des auteurs).